# Conferenza internazionale per l'armonizzazione dei requisiti tecnici per la registrazione dei farmaci ad uso umano
La Conferenza internazionale per l'armonizzazione dei requisiti tecnici per la registrazione dei farmaci ad uso umano (o ICH, dall'inglese "International Conference on Harmonisation of Technical Requirements for Registration of Pharmaceuticals for Human Use") è un progetto che riunisce le autorità preposte alla regolamentazione dei farmaci in Europa, Giappone e USA ed esperti dell'industria farmaceutica per discutere gli aspetti tecnici e scientifici della registrazione dei prodotti farmaceutici.
Lo scopo della ICH è quello di ridurre o evitare la necessità di duplicare le prove effettuate durante la ricerca e lo sviluppo di nuovi farmaci, raccomandando modi per raggiungere una maggiore armonizzazione nell'interpretazione ed applicazione delle linee guida tecniche e dei requisiti per la registrazione del prodotto.

L'armonizzazione dovrebbe portare a:
- un utilizzo più economico delle risorse umane, animali e materiali
- favorire l'eliminazione di ritardi non necessari nella disponibilità di nuove medicine
- mantenere la salvaguardia su qualità, sicurezza ed efficacia
- creare vincoli per proteggere la salute pubblica.

Il principale esito della Conferenza sull'armonizzazione sono state le linee guida di Buona pratica clinica (in inglese Good clinical Practice). 
Le linee guida ICH sono state adottate come legge in numerosi paesi, ma sono solo usati come guide dalla Food and Drug Administration statunitense

## Storia
Negli anni ottanta, quella che poi diventò l'Unione europea, iniziò l'armonizzazione delle normative. Nel 1989 l'Europa, il Giappone, e gli Stati Uniti d'America cominciarono l'opera di armonizzazione comune. L'ICH fu creata nell'aprile 1990 in un meeting a Bruxelles.

## Struttura
Il gruppo dei responsabili per il processo decisionale è composto da sette parti, ovvero:
- la Commissione europea,
- l'Agenzia Europea per i Medicinali (EMA),
- la Federazione europea delle industrie ed associazioni farmaceutiche (EFPIA),
- il Ministero della Salute, Lavoro e Welfare del Giappone,
- l'Associazione giapponese per le manifatture farmaceutiche (JPMA),
- la Food and Drug Administration (FDA),
- la Pharmaceutical Research and Manufacturers of America (PhRMA).

## Procedure
La procedura ICH consiste di cinque passi:
- Costruzione del consenso all'interno del Gruppo di saggi (Expert working group consensus building)
- Conferma del consenso del Gruppo di lavoro di saggi da parte del Comitato Direttivo (Confirmation of expert working group consensus by the SC)
- Consultazione e discussione di Regolamentazione (Regulatory consultation and discussion)
- Adozione di linee guida tripartite per l'armonizzazione dei requisiti tecnici per la registrazione dei farmaci ad uso umano (Adoption of an ICH harmonised tripartite guideline)
- Applicazione (Implementation)

### Costruzione del consenso all'interno del Gruppo di saggi
Il processo di costruzione del consenso comincia, quando il Comitato Direttivo adotta un documento come nuovo argomento.
Viene designato un portavoce tra i membri dell'industria dei rispettivi gruppi di saggi.

Esso consiste da una parte con funzione regolatoria ed una parte con funzione industriale (un membro votante per ogni parte e regione), ed osservatori. L'EWG prepara una bozza di linee guida, basata sugli obiettivi precisati nel concept paper, e sulle consultazioni con esperti del EWG.
Il progetto iniziale e le successive revisioni, sono distribuiti per i commenti ai "saggi".
Normalmente le consultazioni, avvengono per corrispondenza. Incontri diretti "de visu" avvengono solo durante il meeting biannuale del Comitato Direttivo.
Ad ogni seduta del Comitato Direttivo vengono scritti rapporti provvisori.
Se si raggiunge un consenso, si firmerà il foglio Step 2 Experts Signoff e lo presenterà al Comitato Direttivo per chiedere l'adozione.
Se non si raggiunge un accordo tra i Saggi all'interno del tempo stabilito, il Comitato Direttivo può incrementare il tempo, sospendere od abbandonare il progetto di armonizzazione.

### Conferma del consenso del Gruppo di lavoro di saggi da parte del Comitato Direttivo
Il secondo passo viene superato quando si raggiunge un accordo il Comitato Direttivo, basato sui resoconti del EWG. Il testo è quindi firmato dal Comitato Direttivo come Step 2 Final Document.

### Consultazione e discussione di Regolamentazione
Il disegno è quindi oggetto di consultazioni nelle 3 regioni. Viene pubblicato in:
- Unione Europea, (come disegno del CHMP o del CVMP linee guida),
- Giappone (dopo traduzione dal MHLW), e
- USA (come progetto di orientamento nel Federal Register).

Ogni persona appartenente a queste regioni, può commentarle.

Esiste anche una opportunità per compagnie, associazioni ed autorità non-ICH a commentare il disegno, che è distribuito da IFPMA e WHO. Dopo aver ottenuti tutti i risultati delle discussioni, l'EWG viene ripreso.
Viene quindi designato un nuovo rapporteur, tra le parti regolatorie, preferibilmente dalla stessa regione, come il rapporteur precedente. Viene utilizzata la stessa procedura descritta nel passo 1 e da qui indirizzata al Step 2 Final Document. Il disegno generato come risultato del passo 3 viene chiamato Step 4 Experts Document.
Se le industrie ed i membri EWG si accordano sulle modifiche come risultato della consultazione, lo "Step 4 Experts Document" è firmato solo dagli esperti del EWG (Step 4 Experts Signoff) e sottomesso successivamente al Comitato Direttivo, per ottenere l'adozione al passo 4. Se non si trova un accordo nel tempo stabilito, il Comitato direttivo può estendere la durata, abbandonando il disegno corrente e ricominciando il processo dal primo passo, sospendendo o abbandonando il progetto di armonizzazione.

### Adozione di linee guida tripartite per l'armonizzazione dei requisiti tecnici per la registrazione dei farmaci ad uso umano
Si supera lo step 4 quando il Comitato direttivo raggiunge un sufficiente consenso scientifico sui problemi tecnici.
Se un'industria ha forti obiezioni riguardo all'adozione di linee guida, in seguito alla deviazione della bozza rivisitata dal consenso originale, le parti regolatorie possono accordarsi per sottoporre il documento rivisitato ad una successiva consultazione. In questo caso la discussione EWG può essere ricominciata.
Il documento finale che ha superato il quarto passo (Step 4 Final Document) è firmato dal Comitato Direttivo, per la parte regolatoria del ICH, come ICH Harmonised Tripartite Guideline.

### Applicazione
L'"ICH Harmonised Tripartite Guideline" è diretto quindi al passo finale del processo, che è l'applicazione regolatoria ("regulatory implementation"). 
Questo step è superato accordandosi sulle stesse procedure nazionali e regionali che si applicano alle altre linee guida regolatorie regionali e requisiti, nella Unione europea, Giappone e Stati Uniti.
Informazioni sulle azioni intraprese e dati di regolamentazione e sono riportati al Comitato Direttivo e pubblicati dal segretariato ICH sul proprio sito web.